# 全開!女子力!!
『全開!女子力!!』（ぜんかい じょしりょく）は、千葉テレビ放送（チバテレ）とEXエンタテイメント（スカパー!275ch）と日本BS放送（BSイレブン）で放送されていたバラエティ番組である。

## 概要
日本の消費の原動力として女子力に着目し、それに特化した内容で放送。出演者たちが美容・ダイエット・スイーツ・料理・ファッション・雑貨などについて女性目線で語る、「友達同士のおしゃべりのような女子会番組」をコンセプトにしていた。
ケイダッシュステージが制作協力をしており、出演メンバーは同社所属タレントで占められていた。

### チバテレ版
チバテレでは、2010年10月3日から日曜12時台に放送。ただし2010年11月21日放送予定の回は、同年に日本一になった千葉ロッテマリーンズの優勝パレードを急遽生中継することになったため、翌22日の22:00 - 22:30に延期された（同時間帯での放送が予定されていた『走る男II』は中止）。
このチバテレ版は、2011年1月30日放送分をもって打ち切りとなっている。同日放送分の最後には出演者の相沢まきが「また来週」と言って締めており、また同日付の新聞やチバテレ公式サイトの番組表にも「終」マークが付されていなかったが、同年2月6日からはこの時間帯で『ワケありバンジー』の再放送が行われた。またチバテレの月間番組表にも、本番組の放送予定は別の時間帯も含めて記されなかった。

### CS・BS版
番組はその後、2011年3月4日にEXエンタテイメントで、同年4月5日にBSイレブンで放送を再開した。BSイレブンでの放送は13回で終了したが、EXエンタテイメントでは第34回まで放送された。
チバテレ版の番組公式サイトに名前が載っていたものの番組には出演しなかった前田健は、このCS・BS版に出演した。

## コーナー
JOYFUL HONDA ワンダーランド
リポーターのくぼたみかが、ジョイフル本田店内にある女性におすすめのグッズを紹介する。撮影は、千葉県内で最も規模が大きい千葉ニュータウン店（印西市）で行われていた。
女子力リアクションバトル
相沢まき、さがゆりこ、瀬口かなの3人が与えられたシチュエーションで会話をし、彼女たちのリアクションをビックスモールンのチロとくぼたが審査する（ゲストがいる回ではゲストも審査に参加）。男性の役はビックスモールンのゴンが演じていた。
全ての女性の美の悩みにお答えします！
東京都目黒区にある「五本木クリニック」の医師が、美容に関するアドバイスを行う。
チロッセンの時間
毎回番組の最後に行われていたコーナー。チロがアダルトキッズアートの巨匠「クリスチャン・チロッセン」（クリスチャン・ラッセンをもじった名前）として登場し、自らが描いた作品を披露。絵のテーマは、女子あるいは女子力UPに繋がるものなど番組の趣向に合わせたものが選ばれていた。チロは普段オレンジと白のボーダー柄の服を着用しているが、このコーナーのみ画家風の衣装に着替えて登場した。
セグウェイの一言
エンディングで瀬口がコメントする。「セグウェイ」は瀬口のニックネーム。

## 出演者
- 相沢まき
- さがゆりこ
- 瀬口かな（中野風女シスターズ）
- ゴン（ビックスモールン）
- チロ（ビックスモールン） - 「チロッセンの時間」のコーナーにおいては「クリスチャン・チロッセン」として出演。
- 前田健 - CS・BS版にレギュラー出演。チバテレ版には出演せず。
- くぼたみか - 「JOYFUL HONDA ワンダーランド」のコーナーではリポーター[3]を、「女子力リアクションバトル」のコーナーでは審査員を務めていた。